# Papiermolen De Meurs

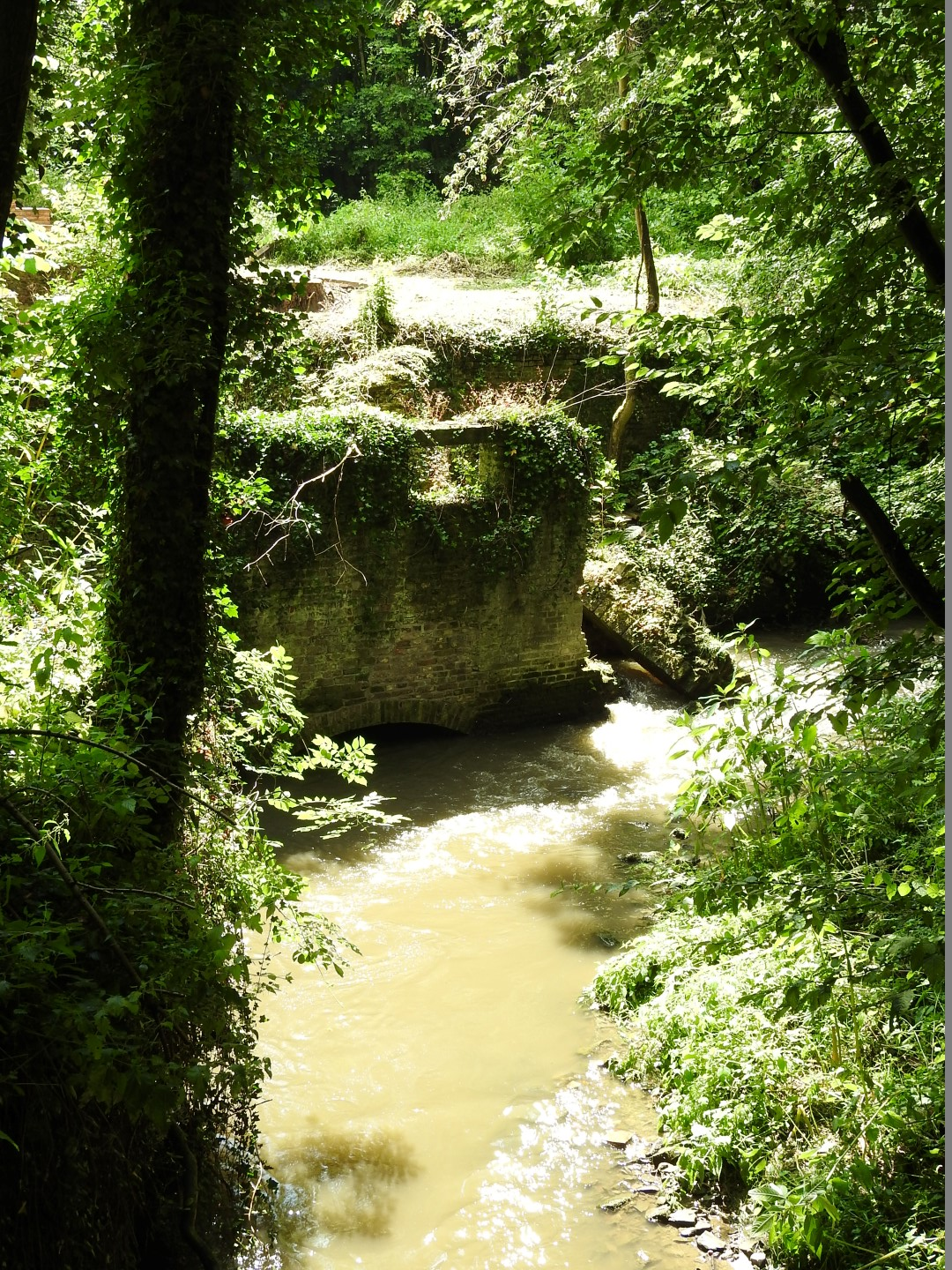
Papiermolen De Meurs

De Papiermolen De Meurs (ook: Steenputmolen) is een watermolenrestant in detot de Vlaams-Brabantse gemeente beersel behorende plaats Dworp, gelegen aan de Sint-Laureinsborreweg.
Deze bovenslagmolen op de Molenbeek fungeerde als papiermolen.

## Geschiedenis
De molen werd voor het eerst vermeld in 1562 als slijpmolen. Niet veel later werd hij omgebouwd tot papiermolen. In 1854 was er een conflict met Gilles Franciscus Winderickx die de stroomopwaarts gelegen Herisemmolen bezat. Doordat Demeurs, eigenaar van de Steenputmolen, het water hoger opstuwde kwam het rad van de Herisemmolen in het water te hangen. Er werd tot een vergelijk gekomen waarbij het waterwerk van de Steenputmolen werd uitgediept en het rad van deze molen lager werd geplaatst.
Tot 1890 breidde het complex zich uit tot een papierfabriek maar verdere uitbreidingsmogelijkheid was er niet waarop het complex werd verlaten en uitbreiding op een andere locatie werd gezocht. Vanaf 1913 begon men met de sloop. Plannen van 1941 om er koelruimten te bouwen waarbij waterkracht voor aandrijving zorgde, werden niet uitgevoerd en in 1944 gestaakt. De restanten werden in 1995 beschermd.